# Wor Mamay (huyện)
Wor Mamay là một huyện thuộc tỉnh Paktika, Afghanistan. Dân số thời điểm năm 1999 là 2,913 người.